# گونگالا
گونگالا (به لاتین: Gongala) یک کوه در سری‌لانکا است که در ناحیه راتناپورا واقع شده‌است.